# (501) Урхиксидур
(501) Урхиксидур (нем. Urhixidur) — довольно крупный астероид главного пояса, который был обнаружен 18 января 1903 года немецким астрономом Максом Вольфом в обсерватории Хайдельберг в Германии и был назван в честь персонажа сатирической повести«Ещё один» немецкого писателя Фридриха Фишера.

Орбита астероида Урхиксидур и его положение в Солнечной системе
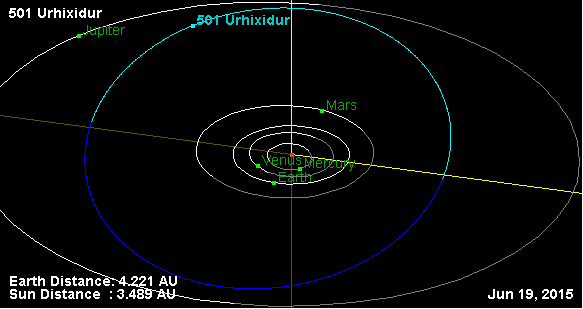
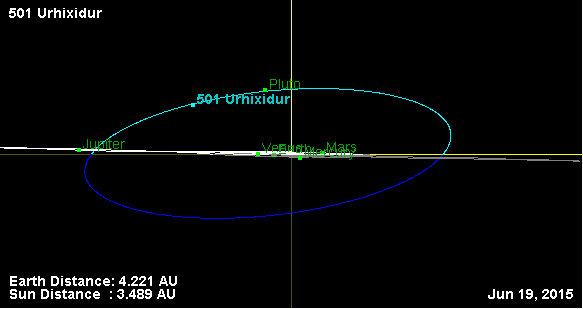